# Saint-Angeau
 Saint-Angeau  là một xã ở tỉnh Charente phía tây nước Pháp. Xã này có diện tích 10,94 km², dân số năm 1999 là 647 người. Khu vực này có độ cao trung bình 104 mét trên mực nước biển.